# Нередско училище
Нередското училище (на гръцки: Σχολή Πολυποτάμου) е училище в леринското село Неред, днес Полипотамо, Гърция.
Училището е построено в 30-те години на XX век в северния край на селото, близо до гробищната църква „Свети Атанасий“. В 2005 година сградата е обявена за паметник на културата, като „перфектно хармонизирана с естествената и структурираната среда на района и неразривно свързана със спомените на местното население и с културното развитие на района“.